# Campionato belga di pallacanestro
Il campionato belga di pallacanestro è l'insieme delle competizioni cestistiche organizzate dalla Federazione cestistica del Belgio (FRBB/KBBB).

## Struttura

### Campionato maschile
- Campionati nazionali professionistici

1. 1e Nationales Messieurs - 1º livello
2. 2e Nationales Messieurs - 2º livello
3. 3A/3B Messieurs - 3º livello

### Campionato femminile
- Campionati nazionali

1. 1e Nationales Dames - 1º livello